# Jossatal
Jossatal war eine kurzzeitig selbständige Gemeinde, die ab Ende 1971 existierte und 1974 in der Gemeinde Jossgrund im Main-Kinzig-Kreis in Hessen aufging.

## Geschichte
Die Gemeinde Jossatal wurde im Rahmen der Gebietsreform in Hessen am 31. Dezember 1971 aus den bis dahin selbständigen Gemeinden Burgjoß, Oberndorf und Pfaffenhausen des damaligen Landkreises Gelnhausen gebildet. Jossatal hatte ca. 2750 Einwohner.
Bereits am 1. Juli 1974 wurde Jossatal mit der Gemeinde Lettgenbrunn kraft Landesgesetz zur neuen Gemeinde Jossgrund zusammengeschlossen.